# 蒋孝琬
蒋孝琬（字：Yin Ma，汉字不明，？—1922年3月17日），湖南人，光绪十五年（1889年）之后在新疆担任莎车县衙门师爷。

## 生平
蒋孝琬是马尔克·奥莱尔·斯坦因的第二次中亚考察期间（1906—1908）的主要助手，帮忙其翻译和疏通关系。
1907年作为翻译协助他完成敦煌之行，保障从道士王圆箓低价购买的贵重敦煌文献的安全。 这其中包括了金刚经, 世界最早的印刷品之一。代为整理各类珍贵文献。